# Virgen del Pilar (Goya)
La Virgen del Pilar  es un óleo de temática religiosa pintado por Francisco de Goya en sus primeros años, en concreto durante su etapa joven en Zaragoza. Se conserva en el Museo Provincial de Zaragoza y sus dimensiones son de 56 × 42 cm.
Junto a Triple generación y Aparición de la Virgen del Pilar a Santiago es uno de los cuadros más valorados y apreciados entre los primeros cuadros de Goya. Ello no obsta para que, en torno a La Virgen del Pilar se hayan generado dudas sobre su fecha de realización.
Junto a La muerte de San Francisco Javier fue adquirido por el Museo de Zaragoza en 1926, por 6.000 pesetas, pagadas en doce tandas de 500 pesetas. La compra fue aprobada en sesión del 11 de noviembre de 1925 por el presidente del organismo, Mariano Pano. Así se esperaba conmemorar el primer centenario de la muerte de Goya, que ocurrió en 1928, para lo que se organizó la exposición Obras de Goya y de obgetos [sic] que recuerdan las manufacturas artísticas de su época. 
Es un cuadro muy luminoso, casi eco de las obras de Bartolomé Esteban Murillo. Los ángeles que rodean a la Virgen poseen paños de colores azul y rojo, y llevan en sus manos palmas de martirio, característico tratamiento de Goya a los ángeles. La Virgen está rodeada de un haz de luz, y en sus brazos lleva al Niño, que muestra una actitud muy realista. Guarda gran similitud con las obras de la Cartuja del Aula Dei y las del Coreto del Pilar, así como un antecedente de la Regina Martirum.
El pintor tenía gran devoción a la Virgen, algo común en Aragón, por lo que esta pintura está hecha casi para veneración personal, aunque en su tiempo tuvo gran trascendencia:

Para mi casa no necesito muchos muebles, pues me parece que con una estampa de Nuestra Señora del Pilar, una mesa, cinco sillas, una sartén, una bota y un tiple y asador y candil todo lo demás es superfluo.
Francisco de Goya, Carta a Martín Zapater, julio de 1780.